# Albstadt-Bike-Marathon
Der Albstadt-Bike-Marathon, auch Assa Abloy Albstadt-Bike-Marathon, ist eine Breitensportveranstaltung für Mountainbiker in Albstadt im Zollernalbkreis und gehört zu den teilnehmerstärksten Mountainbike-Marathons in Deutschland. Der Marathon findet seit 1995 jährlich statt, wurde aber 2020 und 2021 aufgrund der COVID-19-Pandemie abgesagt. Hauptsponsor ist das ortsansässige Unternehmen Assa Abloy Sicherheitstechnik.

## Beschreibung

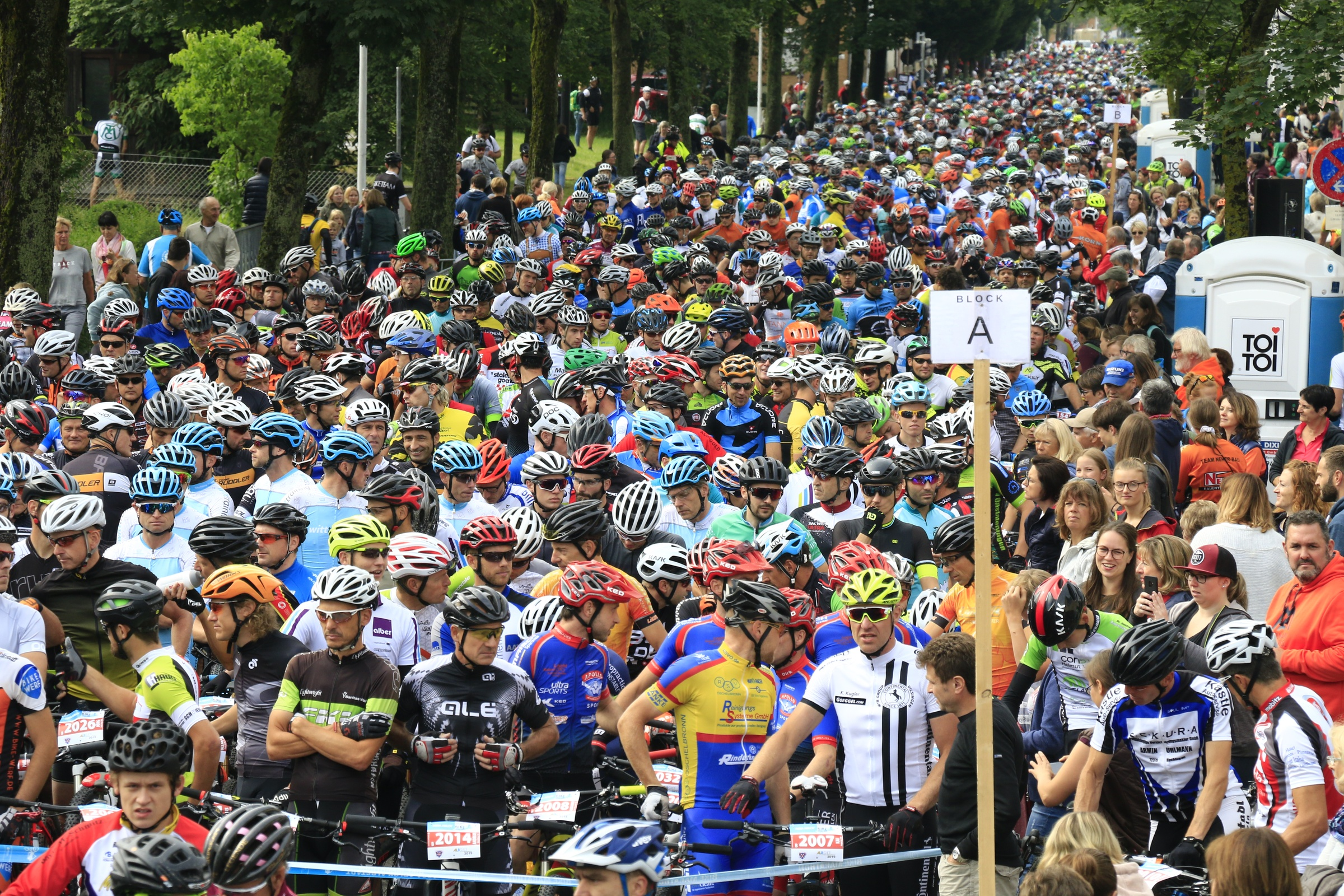
Startblock 2019

Die Marathon-Strecke mit Start und Ziel in Albstadt führt über 83 Kilometer und 2000 Höhenmeter über die Schwäbische Alb und verbindet dabei sämtliche neun Stadtteile Albstadts. Mit der 26. Ausgabe 2022 wurde die Veranstaltung um einen Wettbewerb für E-Bikes erweitert, der bei Start in Onstmettingen die letzten 42 km der Marathonstrecke umfasst. Ein Kids Cup für Kinder und Jugendliche ergänzt das Programm.
Eine Besonderheit des Albstadt-Bike-Marathons ist die hohe Beteiligung der lokalen Bevölkerung sowohl auf Seiten der Zuschauer als auch bei den Teilnehmern. Letzteres wird unterstützt durch eigene Startblöcke für die Teams von Unternehmen aus der Region. Das Startfeld des Marathons ist auf 2500 limitiert.